# Дунаевщина (Смоленская область)
Дунаевщина — деревня в Шумячском районе Смоленской области России. Входит в состав Понятовского сельского поселения. Население — 17 жителей (2007 год). 
Расположена в юго-западной части области в 12 км к юго-востоку от Шумячей, в 10 км южнее автодороги А101 Москва — Варшава («Старая Польская» или «Варшавка»), на берегу реки Ипуть. В 6 км севернее деревни расположена железнодорожная станция Криволес на линии Рославль — Кричев. 

## История
В годы Великой Отечественной войны деревня была оккупирована гитлеровскими войсками в августе 1941 года, освобождена в сентябре 1943 года.
В деревне в 1898 г. родился и вырос Марк Гаврилович Гурченков (Гурченко), отец известной актрисы Людмилы Гурченко. Родной его брат Михаил Гурченков во время оккупации работал старостой и партизанским связным, его выдал предатель и немцы казнили Михаила. Об этом Л.М. Гурченко пишет в воспоминаниях. 